# 丹麥世襲親王克努特
克努兹·克里斯蒂安·弗雷德里克·米凯尔（丹麥語：Knud Christian Frederik Michael；1900年7月27日—1976年6月14日），丹麦格吕克斯堡王朝国王克里斯蒂安十世的小儿子，他就比哥哥弗雷德里克九世小1岁。1947年弗雷德里克九世登基后，他一直是作为丹麦王室的第一顺位继承人（推定继承人）。但由于1953年以后，丹麦修改王位继承法，允许女性继位，侄女玛格丽特公主成为第一顺位继承人，他遂递降继承。

## 頭銜和稱號
- 1900年7月27日–1918年12月1日：丹麦的克努兹王子殿下
- 1918年12月1日–1944年6月17日：丹麦和冰岛的克努兹王子殿下
- 1944年6月17日–1947年4月20日：丹麦的克努兹王子殿下
- 1947年4月20日–1976年6月14日：Hereditary Prince Knud of Denmark

## 子女
- 伊丽莎白公主（1935年5月8日－2018年6月19日），终生未婚，无子女。
- 英格尔夫王子（1940年2月17日－），无子女，丧失王位继承权。
- 克里斯蒂安王子（1942年10月22日－2013年5月21日）和安妮-多西·马尔托夫特-尼尔森结婚后丧失王位继承权，有三女约瑟芬女伯爵，卡米拉女伯爵和费奥多拉女伯爵。